# 즈바르디스급 잠수함
즈바르디스급 잠수함("Swordfish")은 네덜란드 해군전력을 강화하기 위해 건조된 재래식 공격용 잠수함의 한 종류이다. 네덜란드 정부는 2척의 즈바르디스급 잠수함을 더 많은 발루스급 잠수함으로 대체하지 않기로 결정했다.

## 역사
1965년 12월 24일, 네덜란드 왕립 해군은 로테르담쉬 드록독 마차피즈에게 2척의 잠수함을 건조하라는 명령을 내렸다. 이 명령이 내려졌을 때, 네덜란드 해군은 이 두 잠수함이 원자력 추진력을 사용할 수 있다고 믿었다. 전세계의 다른 많은 해군들처럼, 네덜란드는 1955년 미국이 USS 노틸러스를 적극적인 서비스에 착수한 후 원자력 추진 잠수함에 관심을 갖게 되었다. 당시 스케이트급 잠수함과 같은 이 잠수함과 후속 핵잠수함의 성능은 매우 유망했다. 이는 네덜란드 해군이 핵잠수함이 미래에 중요한 역할을 할 것이며, 핵잠수함을 개발하지 않는 것은 핵잠수함에 집중하고 있는 다른 해군들에게 뒤쳐지는 것을 의미한다고 믿게 만들었다.
게다가 네덜란드 왕립 해군은 이제 막 취역한 디젤-전기 돌핀급 잠수함이 핵잠수함에 상대가 되지 않는다고 우려했다. 돌핀급 잠수함은 당시 네덜란드 해군이 보유하고 있던 가장 현대적인 잠수함이었기 때문에 이는 문제가 될 것이다. 게다가, 그것은 2차 세계대전 이후 네덜란드 해군의 잠수함 함대가 해군이 상상했던 형태로 파괴적으로 막 들어가고 있었기 때문에, 네덜란드 해군에게도 타격이었다. 네덜란드 왕립 해군 외에도 당시 네덜란드 해군 전문가들도 수많은 기사에서 핵잠수함이 얼마나 중요한지, 적어도 10년 안에 다시는 이런 큰 기술적 도약이 없을 것이라고 강조했다. 이런 종류의 발언들과 권고들은 또한 네덜란드 해군이 핵잠수함을 인수하는 것에 대해 생각하기 시작하도록 부추겼다. 한편 네덜란드 해군이 주문한 2척의 잠수함의 용골 건조는 1966년 7월 14일에 이루어졌다. 즈바르디스는 320호 함번을, 티거하이는 321호 함번을 배정받았다. 두 이름은 9월 7일 네덜란드의 Juliana 여왕에 의해 수여되었다.
네덜란드 왕립 해군은 연구소 TNO, 네덜란드 원자로 센터, 그리고 네베스부와 함께 이 시기 동안 잠수함을 위한 핵 추진에 전적으로 전념했다. 하지만 네덜란드의 핵잠수함 건조는 결코 현실화되지 않을 것이다. 이 시기의 국방 예산으로는 핵잠수함 건조 비용과 네덜란드 함대의 모든 선박 유지 비용을 동시에 감당할 수 없었기 때문에 돈이 충분하지 않았다. 게다가 이미 미국과의 협상 과정에서 핵잠수함을 조만간 건조하지는 않을 것으로 보였다.
미국은 네덜란드가 핵잠수함을 건조하는 것에 대해 원치 않았고, 오히려 네덜란드 해군이 NATO 동맹 내의 다른 영역에 집중하도록 하여 1969년에 협상이 중단되었다. 역설적으로 NATO는 네덜란드의 핵에 대한 열망을 지지했지만, 만약 네덜란드 해군이 단기간에 성공하지 못한다면 두 척의 재래식 잠수함을 만들어야 한다고 덧붙였다. 이것이 바로 즈바르디스급 잠수함이 재래식 디젤-전기 잠수함이고, 선체와 일반적인 배치는 마지막 미국 재래식 잠수함인 바벨급의 눈물방울 설계에 기초한 것이다.

## 수출
1981년 9월, 중화민국 해군은 "첸룽 (劍龍)" 프로젝트에 따라 네덜란드로부터 즈바르디스급 잠수함 개량형인 하이룽급 잠수함 6척을 구매할 계획을 수립했다. 그중 2척을 수출했다가 중화인민공화국의 압력 때문에 1992년 네덜란드 정부는 나머지 4척 잠수함 수출을 중단했다.

## 동급함정
| 함명            | Builder                             | 기공일           | 진수일           | 취역일           | 퇴역일 |
| --------------- | ----------------------------------- | ---------------- | ---------------- | ---------------- | ------ |
| Zwaardvis       | Rotterdamsche Droogdok Maatschappij | 1966년 7월 14일  | 1970년 7월 2일   | 1972년 8월 18일  | 1994년 |
| Tijgerhaai      | Rotterdamsche Droogdok Maatschappij | 1966년 7월 14일  | 1971년 5월 25일  | 1972년 10월 20일 | 1995년 |
| 하이룽급 잠수함 |                                     |                  |                  |                  |        |
| Hai Lung        | Wilton-Fijenoord                    | 1982년 12월 15일 | 1986년 10월 6일  | 1987년 10월 9일  | 가동중 |
| Hai Hu          | Wilton-Fijenoord                    | 1982년 12월      | 1986년 12월 20일 | 1988년 4월 9일   | 가동중 |